# John Kerry
John Forbes Kerry (Aurora, 11 de dezembro de 1943) é um político estadunidense que serviu como senador pelo Partido Democrata de Massachusetts (1985-2013) e também como Secretário de Estado dos Estados Unidos (2013-2017). 
Candidato a Presidente da República nas eleições de 2004, Kerry foi derrotado por George W. Bush por uma diferença de 34 votos colegiados. Kerry é um veterano da Guerra do Vietnã e foi porta-voz da organização sem fins lucrativos (ONG) Vietnam Veterans Against the War (em português:  Veteranos do Vietname Contra a Guerra) quando retornou do serviço militar. Antes de ser eleito para o Senado, foi Assistente do Promotor Distrital e Vice-Governador de Massachusetts no governo de Michael Dukakis, candidato democrata à presidência em 1988.
Pertence, desde 1966 a uma sociedade secreta chamada Skull and Bones. É casado com a portuguesa nascida em Moçambique Maria Teresa Simões Ferreira (mais conhecida como Teresa Heinz Kerry).
Kerry substituiu Hillary Clinton na secretaria de estado em fevereiro de 2013. Ele foi escolhido pelo presidente Barack Obama em dezembro de 2012. Neste cargo, mostra boa qualificação falando fluentemente o alemão e o francês.

## Campanha presidencial de 2004
Nas primárias do Partido Democrata de 2004, John Kerry derrotou vários membros proeminentes do partido, entre os quais John Edwards, Howard Dean e Wesley Clark. Sua vitória na convenção em Iowa é tida como o fio condutor de sua campanha revigorada nos estados do Arizona, Carolina do Sul e Novo México. Kerry, então, venceu também em Nevada e Wisconsin. O Partido Democrata o nomeou candidato para a eleição presidencial de 2004 para concorrer contra a reeleição de George W. Bush. Em 6 de julho de 2004, Kerry anunciou John Edwards como seu companheiro de chapa. No entanto, segundo Bob Shrum, após as eleições de 2004 Kerry teria se arrependido de escolher Edwards como seu companheiro de chapa. Em participação no programa This Week, da ABC, Kerry recusou a responder as perguntas sobre os comentários de Shrum, referindo-se a elas como "ridícula perda de tempo".
Durante sua campanha de 2004, Kerry criticou severas vezes George W. Bush, o então Presidente e seu adversário, por conta da Guerra do Iraque. Apesar de ter votado a favor de resposta ofensiva contra Saddam Hussein, votou contra o investimento de 87 bilhões de dólares para financiar a guerra. Em discurso, Kerry afirmou erroneamente que "votou no financiamento de 87 bilhões para a guerra", sendo esta uma das declarações que contribuíram para sua desestabilização perante o candidato opositor.
Em 3 de novembro de 2004, Kerry reconheceu sua derrota por telefone. O candidato democrata recebeu 59,3 milhões de votos, o equivalente a 48,3% do voto popular. Bush, em contrapartida, recebeu 62 milhões de votos, o equivalente a 50,7% dos votos válidos. Kerry recebeu 252 votos eleitorais, contra 286 de Bush. 

## Secretário de Estado
Em 15 de dezembro de 2012, vários meios de informação publicaram que o Presidente Barack Obama iria nomear Kerry para suceder Hillary Clinton como Secretário de Estado, após Susan Rice ter solicitado a retirada de seu nome dentre as preferências do presidente. Em 21 de dezembro, Obama propôs a nomeação de Kerry, que foi recebida positivamente, e confirmado pelo Senado em 24 de janeiro de 2013. O Comitê de Relações Exteriores do Senado aprovou sua nomeação por 94 contra 3 votos. Em carta ao Governador de Massachusetts, Deval Patrick, Kerry anunciou seu afastamento do Senado para a assumir o cargo na Casa Branca.
Após seis meses de diplomacia rigorosa com o Oriente Médio, John Kerry pôde dar início às Conversações de Paz entre Israelenses e Palestinos em 2013. Oficiais seniors dos Estados Unidos afirmaram que ambos os lados estavam aptos a reunirem-se em 30 de julho de 2013 na sede do Departamento de Estado, sem a mediação de autoridades americanas.
Em 27 de setembro de 2013, Kerry reuniu-se com o Ministro do Exterior iraniano, Mohammad Javad Zarif, durante a cimeira P5+1. Outras conversações ocorrera posteriormente, sendo que este foi o mais alto contato diplomático entre os Estados Unidos e o Irã em seis anos. Por conta de sua iniciativa, Kerry tornou-se o primeiro Secretário de Estado norte-americano a reunir-se com um ministro iraniano desde a Revolução Iraniana.
No Departamento de Estado, Kerry ficou conhecido como "indiferente, introvertido e desinteressado em ler memorandos". Funcionários de carreira do Departamento, no entanto, o têm criticado por centralizar o poder na agência, tornando as operações mais lentas. Outros o descrevem como possuidor de "um tipo de transtorno de déficit de atenção diplomática", uma vez que não costuma concentrar-se em estratégias de longo prazo. Quando questionado se viajava muito ao exterior, Kerry respondeu prontamente que não. Apesar dos seus esforços e conquistas no Departamento de Estado, sua popularidade entre os funcionários é menor do que sua antecessora.

### Síria
Após o Ataque químico de Ghouta ser atribuído ao governo sírio, Kerry passou a defender publicamente o uso de força militar contra o governo de Bashar Al-Assad, ao que ele se refere como "uso brutal e flagrante de armas químicas por um déspota".
Em setembro de 2013, ao ser questionado se a Síria poderia evitar a resposta militar norte-americana, Kerry respondeu que Bashar Al-Assad "poderia entregar cada uma de suas armas nucleares para a comunidade internacional em uma semana (...) mas que não iria fazê-lo e isto não seria possível". Esta observação espontânea, apesar de considerada uma gafe, influenciou o governo sírio a abandonar e destruir suas armas químicas. Em resposta, o  Ministro das Relações Exteriores da Rússia, Sergey Lavrov, afirmou que seu país trabalharia "imediatamente" para convencer a Síria a abandonar o uso de armas químicas. 
O governo sírio aceitou formalmente a proposta e em 14 de setembro, as Nações Unidas aceitou o país na convenção de destruição de armas químicas. No entanto, o Conselho de Segurança ordenou a destruição das armas no país e entrou com uma resolução para condenar oficialmente os ataques de Ghouta. 

### América Latina
Em discurso perante a Organização dos Estados Americanos, em novembro de 2013, John Kerry ressaltou que o "erro da Doutrina Monroe" estava "superado" definitivamente.

## Enviado Presidencial Especial para o Clima
A 23 de novembro de 2020, a equipe de transição do presidente eleito Joe Biden anunciou que Kerry assumiria um cargo de tempo integral na administração, servindo como enviado especial para o clima; nesta função, ele será diretor do Conselho de Segurança Nacional. Kerry assumiu o cargo a 20 de janeiro de 2021, após a posse de Joe Biden.